# Gréville-Hague
Gréville-Hague est une ancienne commune française du département de la Manche, et de la région Normandie, peuplée de 660 habitants.
Depuis le 1er janvier 2017, elle fait partie de la nouvelle commune de La Hague et a le statut de commune déléguée.

## Géographie

### Localisation
Situé dans le pays de la Hague, Gréville-Hague est placé à l'extérieur du Hague-Dick qui séparait la pointe de la Hague du reste du Cotentin.
Les communes limitrophes sont Éculleville, Beaumont-Hague, Branville-Hague, Urville-Hague et Urville-Nacqueville.

### Géologie et relief
Les falaises abruptes de 30 à 70 mètres (Landemer, le Castel Vendon, le Mur-blanc) qui forment une façade maritime de quatre kilomètres tombent à Landemer, qui marque la rupture avec l'agglomération cherbourgeoise, en laissant place à la large baie qui baigne la plage d'Urville. Gréville est également limitrophes de Branville-Hague au nord-est, et de Beaumont-Hague au nord-ouest.

### Hydrographie
Le territoire grévillais est délimité par deux vallées, celle de la Sabine, à l'ouest, frontière d'avec Éculleville, et celle du Hubiland, à l'est, né au hameau Fleury, et qui le sépare d'Urville-Nacqueville au niveau du village de Landemer. La commune est aussi arrosée par la Pissotière, sous le hameau de Gruchy, et par le ruisseau du Castel qui traverse la commune depuis sa source au Lieu Bailly, jusqu'à la Manche au pied du Castel Vendon. 

### Paysages
Les paysages distinguent une côte sauvage, dessinée par la mer et le vent, composée de landes silicicoles de fougères, genêts, ajoncs et bruyères, et un bocage formé de haies basses sur les coteaux ventés et haies hautes dans les vallées mieux abritées, avec sureaux, prunelliers, épines blanches, chênes pédonculés, hêtres et frênes, délimitant des champs où dominent l'herbe et la polyculture (maïs, blé, colza…). Les tunnels du Castel Vendon abrite une importante colonie de chauve-souris.

### Milieux naturels et biodiversité
Gréville-Hague est concerné par la zone naturelle d'intérêt écologique, faunistique et floristique de type 2 de la Hague, et par les ZNIEFF de type 1 des « landes et falaise d'Éculleville et de Gréville-Hague », et des « landes de Saint-Nazaire ». La côte est un site naturel classé au titre de la loi de 1930 depuis le 17 juin 1992 au sein de la zone côtière de la Hague, et l'ensemble du territoire est inscrit depuis le 25 mars 1973 avec les autres communes de la Hague. La commune entre dans le champ d'acquisition du Conservatoire du littoral, les terrains achetés étant gérés par le Syndicat mixte des espaces littoraux de la Manche (SyMEL).

## Toponymie
Le nom de la localité est attesté sous les formes Guerevilla au XIIe siècle, Gervilla en 1209, Guervilla en 1218 et Grevilla en 1320.
Le toponyme est issu d'un anthroponyme germanique tel que Creiz, Grido ou Gairo, et de l'ancien français ville dans son sens originel de « domaine rural » issu du latin villa rustica. Le locatif Hague est ajouté en 1936, officialisant un usage plus ancien.
Par ailleurs, les anthroponymes Creiz et Grido proposés par Albert Dauzat et Ernest Nègre sont possibles au prix d'une gymnastique phonétique indémontrable par les formes anciennes. L'hypothèse d'Albert Dauzat est d'ailleurs abandonnée par Marie-Thérèse Morlet et tous les spécialistes, de sorte que la proposition de François de Beaurepaire est la plus solide (bien que Gero semble préférable à Gairo). Aucun de ces auteurs ne cite les noms de personnes scandinaves du type Geiri (vieux norrois) / Geri (vieux danois) et éventuellement le vieux norrois Geirr qui conviendraient aussi bien sur un plan phonétique qu'à cause de la situation de Gréville dans la Hague. Le passage de Gerville / Guerville à Gréville s'explique par la métathèse de [r]. Ce qui fait de Gréville un homonyme des différents Gerville, dont certains ont comme premier élément le nom de personne scandinave Geiri ou Geri de manière plus assurée, c'est le cas pour Gerville (Seine-Maritime, Criquetot-le-Mauconduit, Geyrivilla vers 1040) ou Gerville-la-Forêt (Manche, Gerivilla 1080).

## Histoire

### Moyen Âge
Au XIIe siècle, la paroisse relevait de l'honneur de Néhou.
Au Moyen Âge, le territoire de Gréville était composé de cinq fiefs : celui de Gruchy, de Gréville, du Val Ferrand, de la Haulle et de Saint-Nazaire. À la fin du XIIe siècle, Eudes de Sottevast était seigneur et patron du lieu. En 1523, Olivier Heuzey est dit sieur du Val-Ferrand. La famille Heuzey était de très ancienne noblesse, rattachée aux ducs de Normandie par une fille de Richard II. Elle portait, d'argent à la heuse (botte) de sable éperonnée d'or.
Une foire annuelle de la saint Nazer se tenait le 12 juin à Gréville. En 1465, le seigneur de Gréville-Hague déclare être tributaire d'une foire le jour Saint-Nazer, « en laquelle mes hommes sont subjectz m'apporter un arbre de la forêt de Brix, pour faire la feullye à mon sénéchal tenans les plez des arretz de la dicte foire d'empuis soleil levant jusques a soleil couchié ».

### Temps modernes
En 1567, Jacques du Moncel, sieur de Sainct Nazare et d'Estoubeville à Helleville, est taxé pour ces fiefs de 4 livres dans le rôle des nobles et roturiers, au titre du ban et de l'arrière ban de la vicomté de Coutances, réalisé par Gilles Dancel, seigneur d'Audouville, lieutenant général du bailli de Cotentin, tenu à Coutances les 20-22 octobre. Le fief de Sainct Nazare à Gréville-Hague, qui valait un huitième de fief de haubert, était tenu du roi sous le fief de la Varengère à Ozeville. Dans le même rôle : Jehan Heuzey, sieur d'Urville, Gréville, du Val-Ferrant à Gréville et Durescu à Urville, est taxé pour ces fiefs de 26 livres. Le fief de Gréville, qui valait un quart de fief de haubert, était tenu du roi sous la vicomté de Valognes, et, le fief du Val-Ferrant à Gréville, qui valait un quart de fief de haubert, et relevait de la baronnie d'Orglandes, avait des extensions à Beaumont, Éculleville et Sainte-Croix, et, Jehan Le Bourgeois, écuyer, sieur de Gruchy, Héauville et la Haulle, est taxé de 116 livres. Le fief de Gruchy qui valait un sixième de fief de haubert était tenu du roi, et le fief noble de la Haulle à Gréville, relevait du fief de Magneville.

### Révolution française et Empire
Rattachée avant la Révolution française à l'élection de Valognes, la sergenterie de Tollevast et au doyenné de la Hague, la paroisse devenue commune est incluse dans le canton de Sainte-Croix en 1793 puis celui de Beaumont en 1801, au sein du district de Cherbourg en 1793, puis de l'arrondissement de Valognes jusqu'à la création de celui de Cherbourg en 1811.
En 1795, une école publique primaire est créée à Gréville pour les enfants de la commune ainsi que ceux d'Éculleville, du hameau Christo d'Urville-Hague et du hameau Bosvy de Nacqueville, sous l'autorité de l'instituteur Marin Feuardent.

### Époque contemporaine
En 1905 est fondée une coopérative autour de la laiterie de Gréville.
La commune est libérée le 30 juin 1944 par les 47e et 60e régiments d'infanterie.
En 1962, la coopérative s'associe à d'autres du Cotentin au sein de l'UCALMA qui devient en 1985, les Maîtres laitiers du Cotentin. Jusqu'à sa fermeture, la laiterie de Gréville fabriqua un beurre vendu sous le nom de « beurre de la Hague », puis rebaptisé en beurre « Val de Saire » à cause de la mauvaise image donnée par l'usine de la Cogema.

## Politique et administration

### Liste des maires
| Période    | Période       | Identité              | Étiquette | Qualité              |
| ---------- | ------------- | --------------------- | --------- | -------------------- |
| avant 1988 |               | Raymond Girard        |           |                      |
| 1995       | mars 2014     | Yves-Marie Bonnissent | SE        |                      |
| mars 2014  | décembre 2016 | Didier Le Bel         | SE        | Technicien supérieur |

Le conseil municipal était composé de quinze membres dont le maire et trois adjoints.

## Population et société
Les habitants de la commune sont appelés les Grévillais.

### Démographie
L'évolution du nombre d'habitants est connue à travers les recensements de la population effectués dans la commune depuis 1793. À partir du 1er janvier 2009, les populations légales des communes sont publiées annuellement dans le cadre d'un recensement qui repose désormais sur une collecte d'information annuelle, concernant successivement tous les territoires communaux au cours d'une période de cinq ans. 
Pour les communes de moins de 10 000 habitants, une enquête de recensement portant sur toute la population est réalisée tous les cinq ans, les populations légales des années intermédiaires étant quant à elles estimées par interpolation ou extrapolation. Pour la commune, le premier recensement exhaustif entrant dans le cadre du nouveau dispositif a été réalisé en 2005,.
En 2021, la commune comptait 660 habitants, en évolution de −8,21 % par rapport à 2015 (Manche : +0,44 %, France hors Mayotte : +2,49 %).
Gréville-Hague a compté jusqu'à 782 habitants en 1821. Ce maximum n'a été dépassé qu'en 2006, avec 783 habitants.
| 1793 | 1800 | 1806 | 1821 | 1831 | 1836 | 1841 | 1846 | 1851 |
| ---- | ---- | ---- | ---- | ---- | ---- | ---- | ---- | ---- |
| 705  | 487  | 732  | 782  | 736  | 702  | 635  | 600  | 624  |

| 1856 | 1861 | 1866 | 1872 | 1876 | 1881 | 1886 | 1891 | 1896 |
| ---- | ---- | ---- | ---- | ---- | ---- | ---- | ---- | ---- |
| 575  | 543  | 560  | 505  | 521  | 504  | 487  | 484  | 450  |

| 1901 | 1906 | 1911 | 1921 | 1926 | 1931 | 1936 | 1946 | 1954 |
| ---- | ---- | ---- | ---- | ---- | ---- | ---- | ---- | ---- |
| 429  | 366  | 361  | 342  | 357  | 382  | 395  | 353  | 372  |

| 1962 | 1968 | 1975 | 1982 | 1990 | 1999 | 2005 | 2010 | 2015 |
| ---- | ---- | ---- | ---- | ---- | ---- | ---- | ---- | ---- |
| 437  | 412  | 417  | 432  | 653  | 721  | 775  | 767  | 719  |

| 2018 | - | - | - | - | - | - | - | - |
| ---- | - | - | - | - | - | - | - | - |
| 700  | - | - | - | - | - | - | - | - |

### Sports et loisirs
L'Association sportive Gréville-Hague fait évoluer deux équipes de football en divisions de district. Lors de la saison 2021-2022, les deux équipes accèdent aux divisions supérieures. Pour la saison 2022-2023, l'équipe fanion évolue en D2 et l'équipe réserve en D3.

### Cultes
Le territoire communal est rattaché à la paroisse catholique Bienheureux Thomas Hélye de la Hague du doyenné de Cherbourg-Hague.
L'unique lieu de culte est l'église Sainte-Colombe, vocable renvoyant à la sainte patronne traditionnelle de la commune, jeune fille qui préféra se sacrifier en s'enfermant dans un four à pain allumé, plutôt que de céder aux avances du curé, et que Dieu transforma en oiseau.

## Économie
La principale ressource économique du territoire communal est l'agriculture, à travers six exploitations tournées essentiellement vers la production laitière ainsi que l'élevage bovin et ovin. Comme le reste du canton de Beaumont-Hague, le principal employeur est l'usine de retraitement de la Hague et ses sous-traitants, ainsi que les entreprises de la communauté urbaine de Cherbourg. Gréville-Hague accueille également quelques commerces et des artisans.

## Culture locale et patrimoine

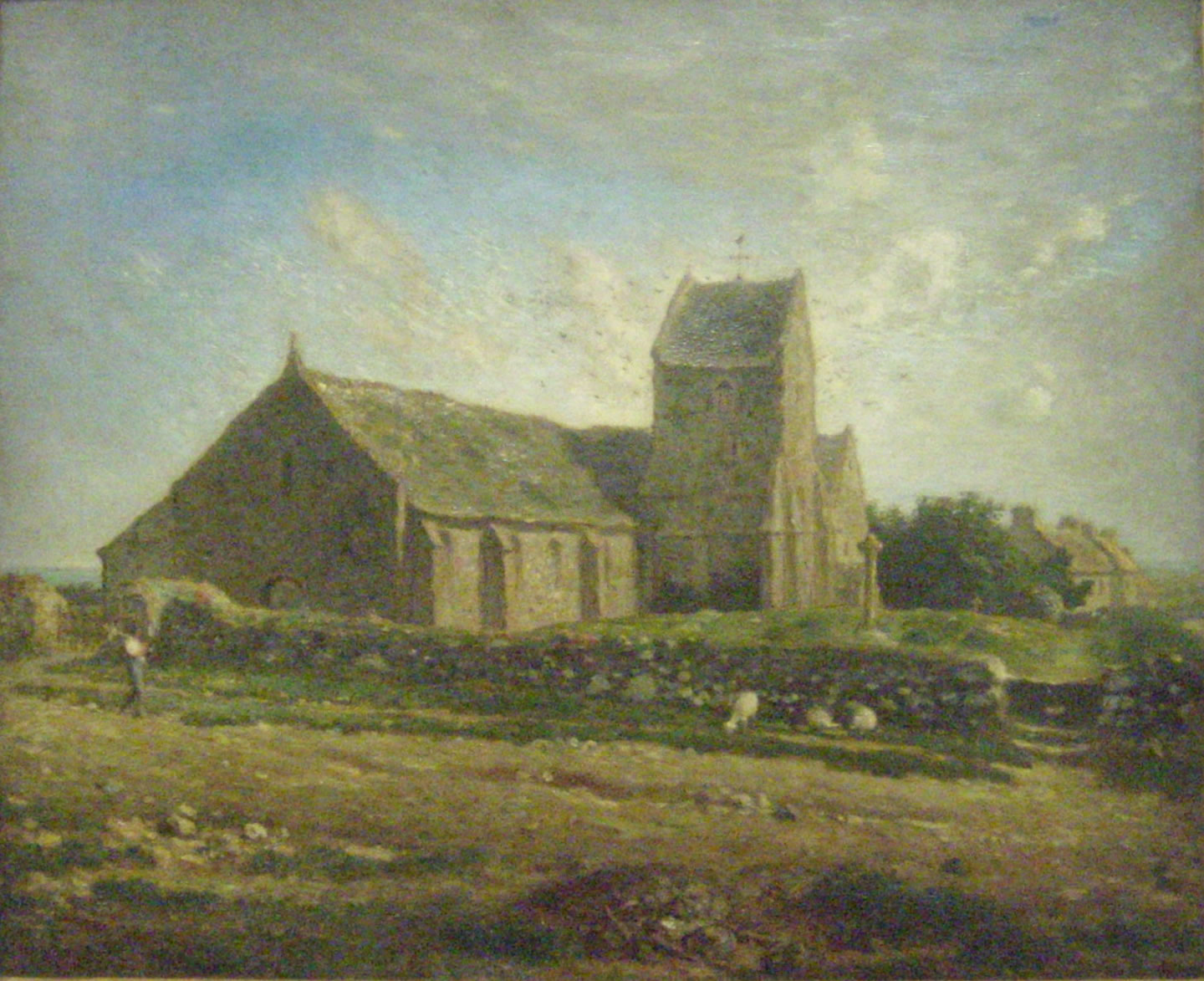
L'Église de Gréville par Jean-François Millet.

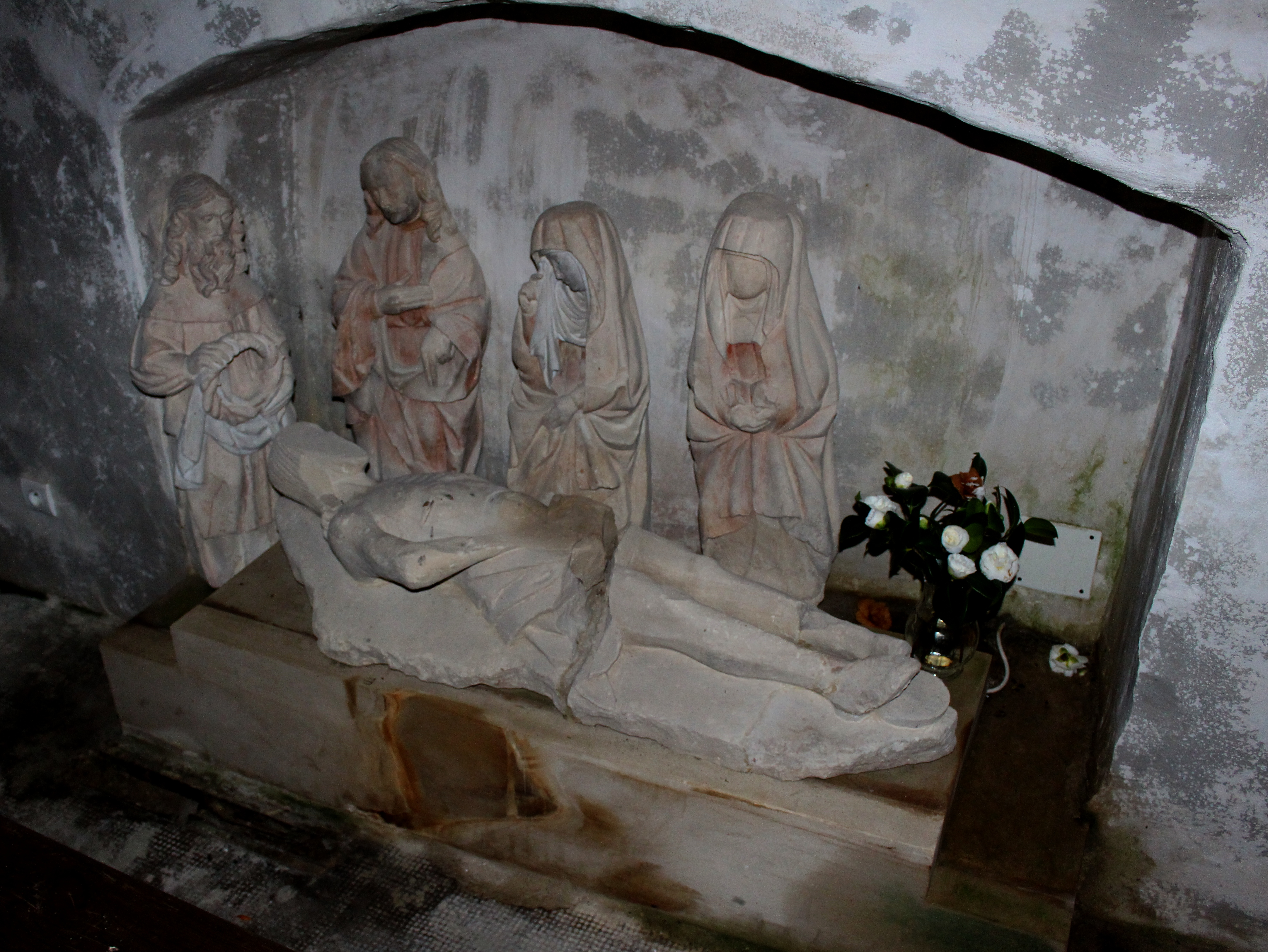
Le groupe sculpté La Mise au tombeau.

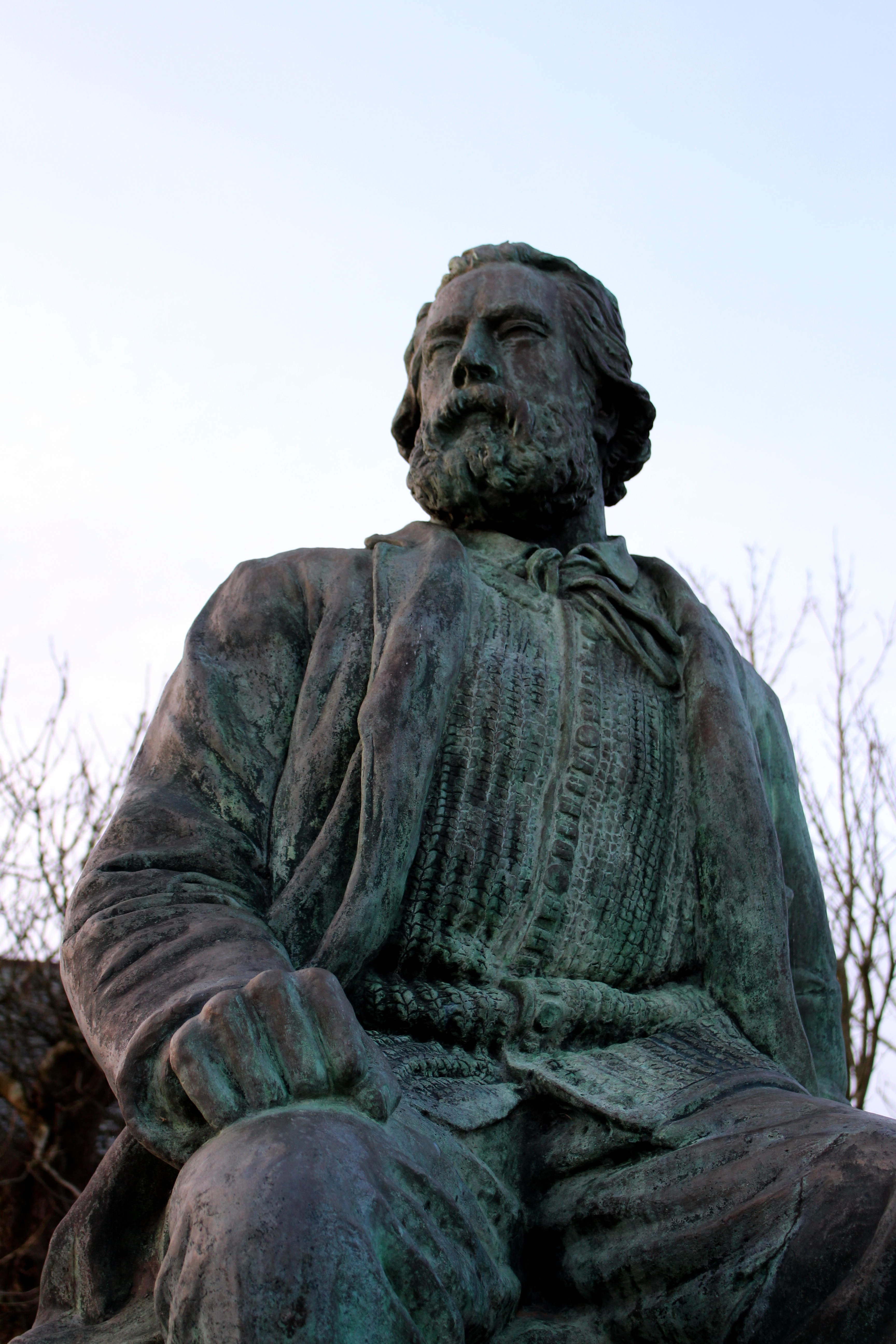
La statue de Jean-François Millet.

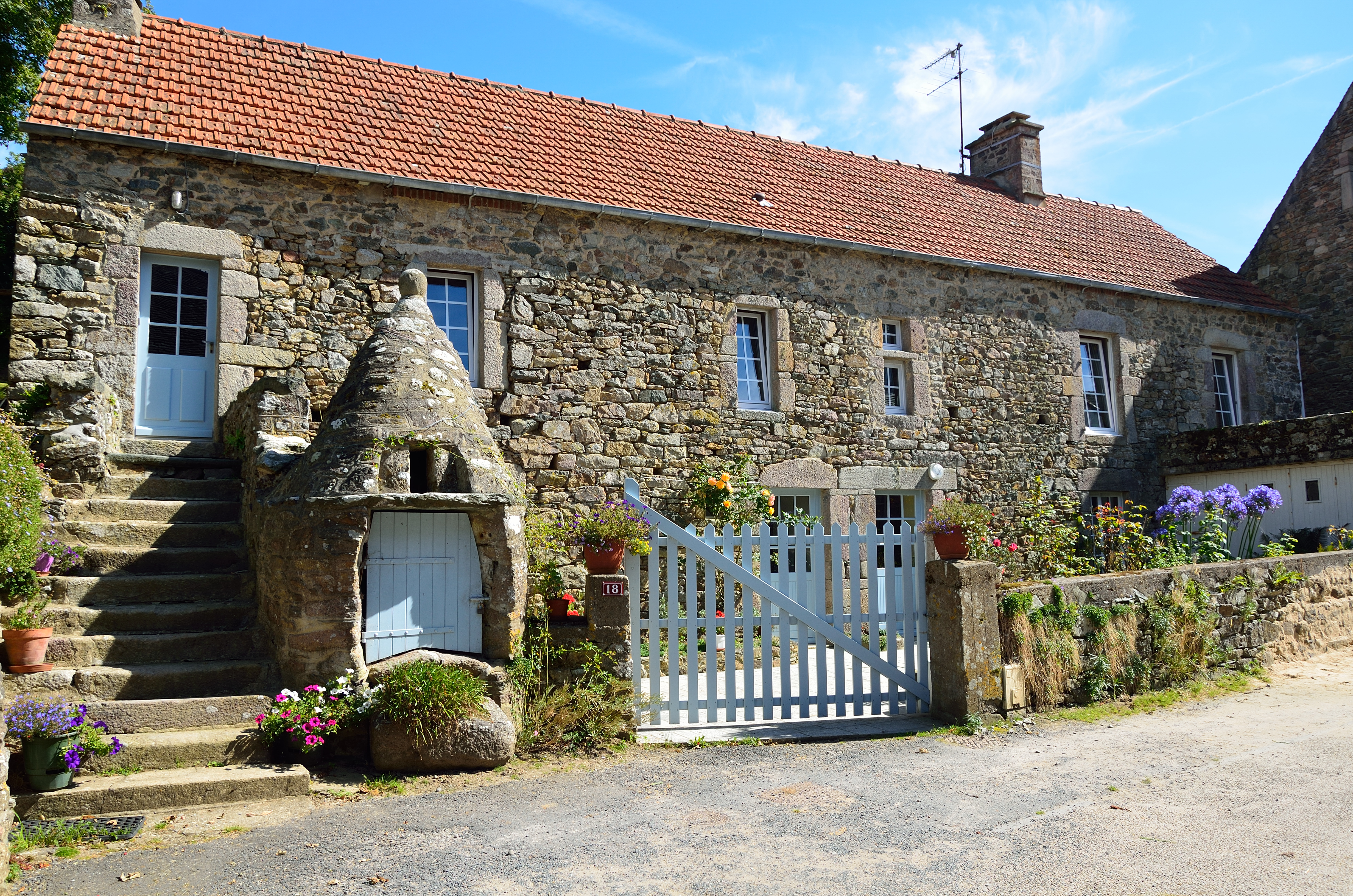
La maison au Puits.

### Lieux et monuments

#### L'église Sainte-Colombe
L'église Sainte-Colombe du XIIe siècle, d'origine romane, inscrite aux monuments historiques offre un intérêt au point de vue architectural malgré ou à cause des multiples transformations au cours des huit siècles de son histoire, notamment aux XVIe et XVIIIe siècles.
L'édifice primitif était constitué d'un vaisseau principal flanqué d'un collatéral du côté nord. Les arcades de la nef et du chœur sont portées par des piles carrées d'un intérêt notable et d'un type très rare, cantonnées aux angles de colonnettes à chapiteaux qui annonçaient la fin de l'art roman. En 1774, on prolongea la nef d'une travée où se trouvent actuellement les fonts baptismaux. on refit le mur collatéral. C'est à cette époque également que toute la grande nef fut couverte d'une voûte sur croisée d'ogives.
Le clocher tel qu'il se présente actuellement a été construit en hors-œuvre en 1554 comme en témoigne le blason extérieur « de Pierre Heuzey ». Le rez-de-chaussée aménagé en chapelle comporte côté ouest un large enfeu qui aurait abrité jusqu'à la Révolution, les douze apôtres : une seule de ces statues aurait résisté, celle de saint Pierre placée actuellement à l'extérieur au-dessus du portail. C'est dans cette chapelle qu'ont été placées les célèbres statues mises au jour en 1993 et constituant une Mise au tombeau du Christ. Les ogives de la voûte à trou de cloches central retombent dans les angles sur des culots sculptés : chevalier, jeune homme, cheval, vieillard. Le linteau de la piscine mais également celui de la porte de l'escalier du clocher sont ornés d'une accolade et surmontés du blason des Heuzey : d'azur à la botte au beuziau de sable éperonnée d'or.
La chapelle jouxtant celle décrite plus haut fut construite également au XVIe siècle, elle comporte une voûte dont les ogives reposent sur des culs-de-lampe au symbole des quatre évangélistes : lion et aigle côté nord, ange et bœuf côté sud. Elle communique avec le chœur par deux arcades ; la colonne centrale cylindrique est sans chapiteau. La construction de la chapelle décidée en 1568 fut retardée par un conflit entre Robert Le Bourgeois, possesseur du fief de Gruchy, le curé Pierre Heuzey et les promoteurs, Jacques Dumoncel, beau-frère de Gilles de Gouberville, et sa femme.
De l'autre côté du chœur, une chapelle en abside à trois pans orientée vers le nord est venue s'ouvrir dans la dernière travée du collatéral au cours du XVIIe siècle. Cette chapelle est dénommée « chapelle Saint-Jacques du Val Ferrand ».
Face à la chapelle du clocher, et créant avec elle un faux transept, une chapelle sans caractère a été réalisée probablement vers la deuxième moitié du XVIIIe siècle.

#### Le Castel Vendon
Massif rocheux, peint par Millet. La batterie Landemer dite Castel Vendon, quatre casemates construites par les Allemands, était un élément majeur du mur de l'Atlantique. Le terrain est resté militaire jusqu'en 2009.

#### LeMur blanc
Surplombant les falaises qui ont pris son nom près du sentier des douaniers, le mur a été bâti en 1887 pour servir de repère aux marins.

#### La maison natale de Jean-François Millet
Détruite en 1944, et aujourd'hui restaurée en musée, la maison natale de Jean-François Millet, au hameau de Gruchy, évoque l'enfance et la formation du jeune peintre au début du XIXe siècle.

#### La maison au puits
Sise au hameau de Gruchy, son escalier extérieur et le puits couverts, avec la façade et les toitures, sont inscrits au titre des monuments historiques par arrêté du 31 août 1993, du fait de leurs représentations sur plusieurs toiles de Millet.

#### Manoir Saint-Nazaire
Le manoir a servi notamment de résidence à l'une des sœurs de Gilles de Gouberville, Renée, épouse du seigneur des lieux, Jacques du Moncel, lieutenant de l'amirauté. Près du manoir, tous les 11 juin se tenait une foire annuelle, dite foire de la Saint-Barnabé. Il subsiste des vestiges de la chapelle de férage du XIIIe siècle.

#### Autres lieux et monuments
- Chapelle au Hameau-Aux-Fèvres.
- Manoir de Gruchy.
- Statue du peintre Jean-François Millet sur la place, face à l'église qu'il a peinte, comme de nombreux autres paysages de la commune (Gruchy, Castel Vendon, le hameau Cousin…).

Œuvre de Louis Derbré, réplique de l'original (1898) du sculpteur de Siouville-Hague, Alphonse Marcel-Jacques, installée en 1898 puis fondue en 1943 par l'occupant allemand. En 1943, des habitants de Gréville arrivent à retrouver la statue dans le lieu de collecte du métal et scient le buste du peintre à la barbe des allemands. Installé sur le socle en 1945, le buste de Millet sera remplacé en 1998 par la copie de la statue originale complète.

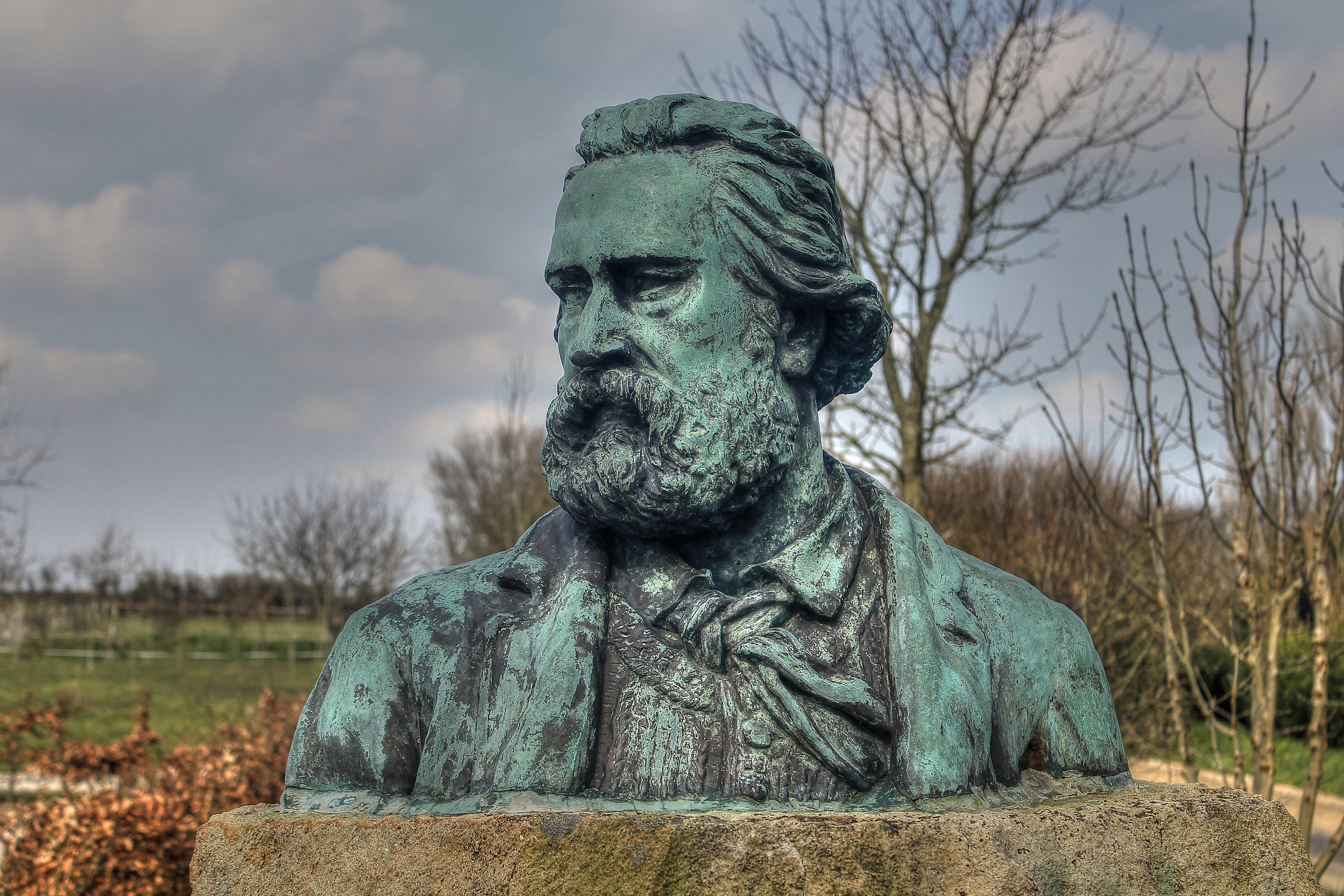
Le buste de Jean-François Millet.

- Moulins de la Sabine et du Val-Ferrand
- Une dizaine de lavoirs.
- Trou de Sainte-Colombe dans la falaise qui a donné naissance à une légende.

Pour mémoire
- Moulins de Gruchy et de Beaumont.

### Personnalités liées à la commune
- François Le Clerc, dit « Jambe de bois » (mort en 1563), serait originaire de Gréville-Hague.
- Jean-François Duval-La Rivière, (1751-1800), cultivateur, député de la Manche, né dans la commune dont il devient maire.
- Jean-François Millet (Gruchy, 1814 - Barbizon, 1875), peintre réaliste, cofondateur de l'école de Barbizon, né au hameau de Gruchy où se trouve encore sa maison natale que l'on peut visiter.
- Jean Fleury (1816-1894), folkloriste normand, mort à Gréville, dont il a couché sur le papier plusieurs de ses légendes : sainte Colombe, le goubelin du Val-Ferrand et de la demoiselle de Gruchy. Sa fille (1842-1902) écrit sous le pseudonyme Henry Gréville.
- Jean-Baptiste Millet (1830-1906), frère du peintre, artiste lui-même, né dans la commune.
- Charles Raoul Brumant, né à Harfleur (Seine-Maritime) le 6 décembre 1858 et mort à Gréville-Hague en 1943, est une personnalité de la Manche[31].

Tableaux de Millet à Gruchy
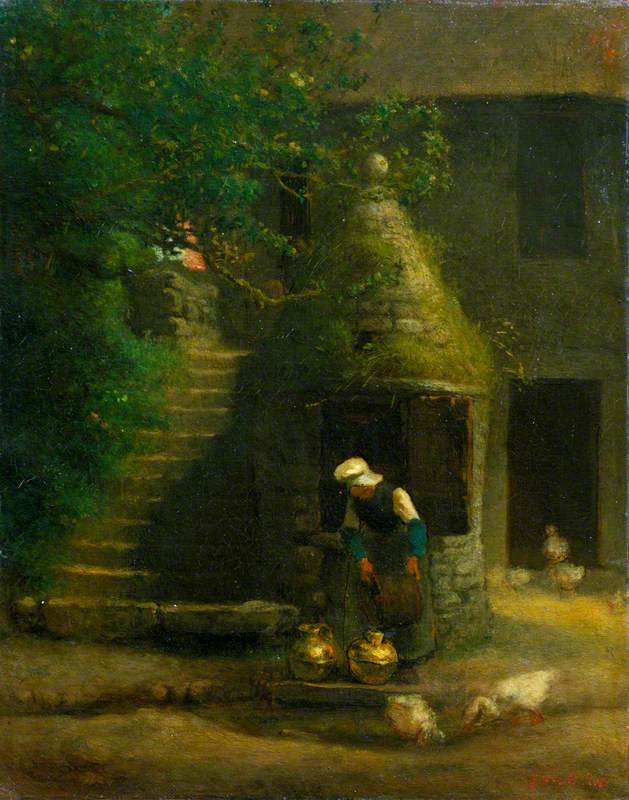
Le Puits de Gruchy, 1854 Victoria and Albert Museum (Londres).
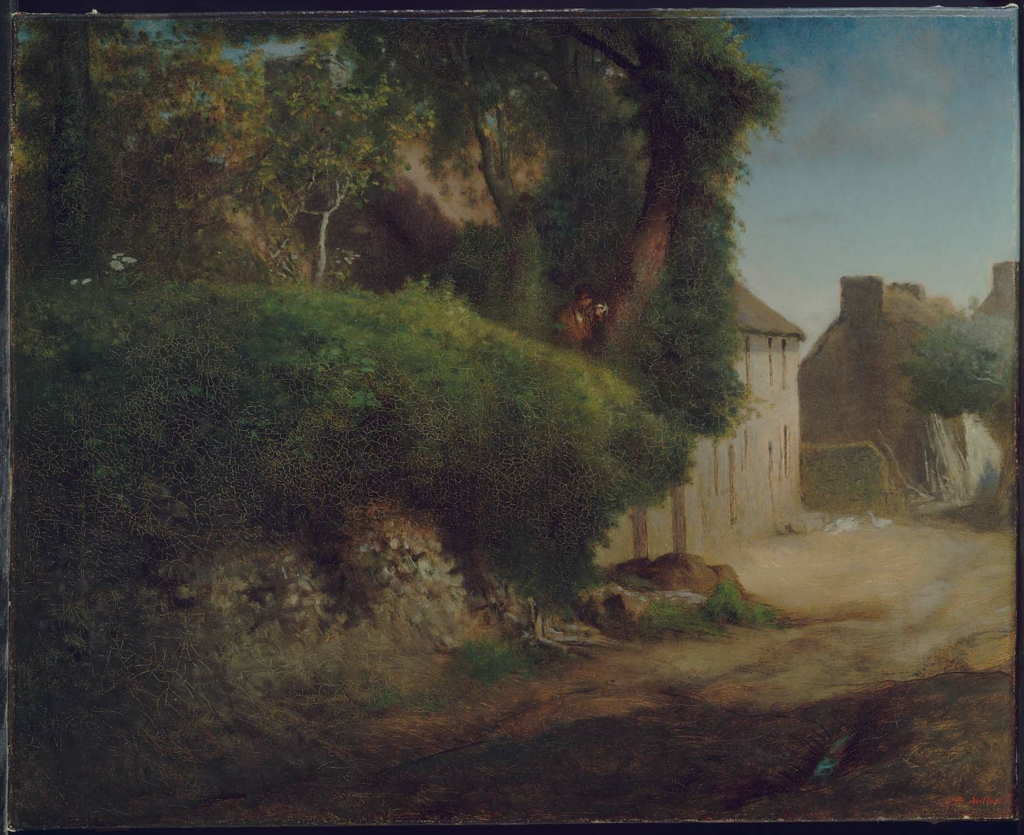
La Maison familiale de Millet à Gruchy, 1854 musée des Beaux-Arts (Boston).
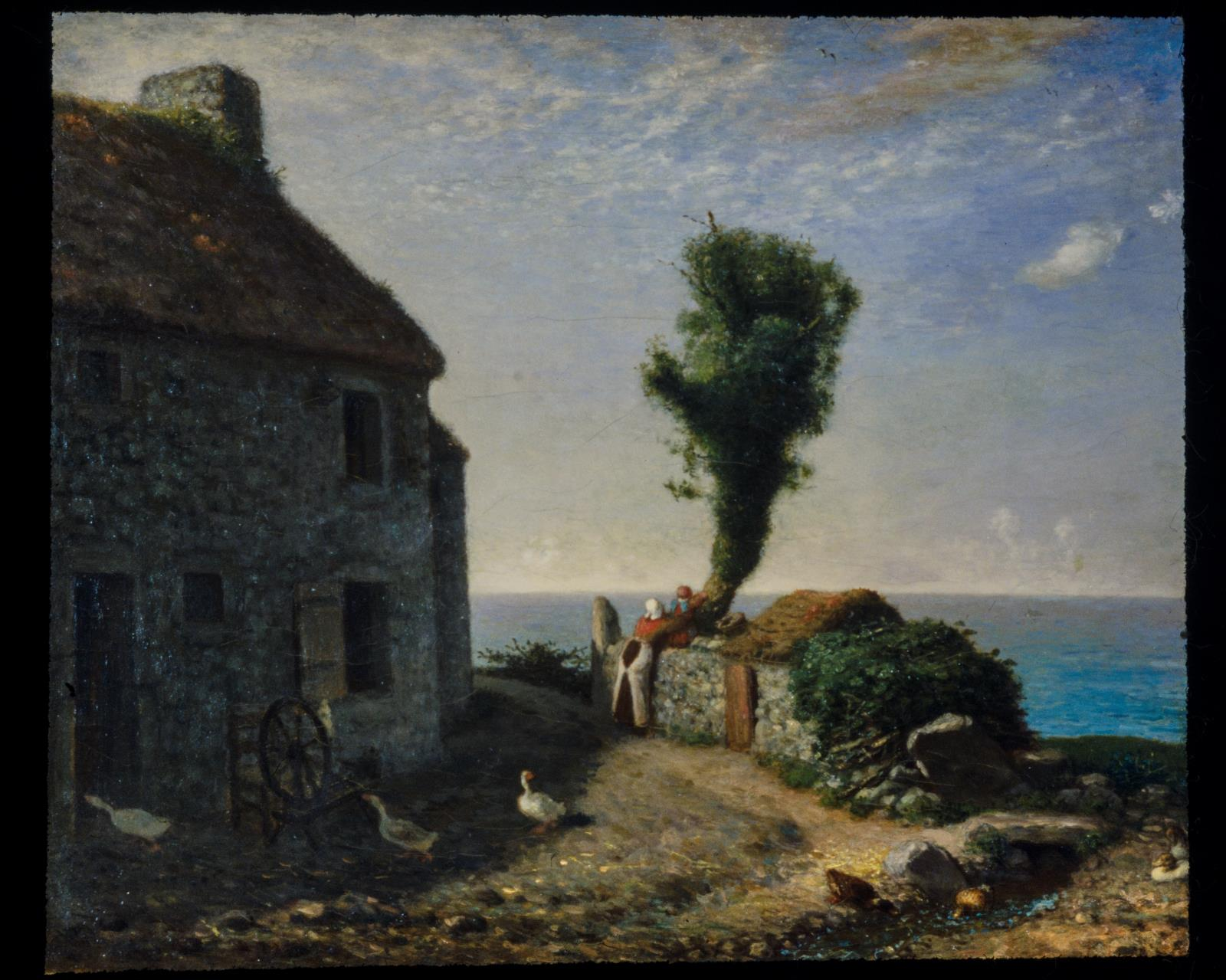
Le Bout du hameau de Gruchy, 1856 musée des Beaux-Arts (Boston).
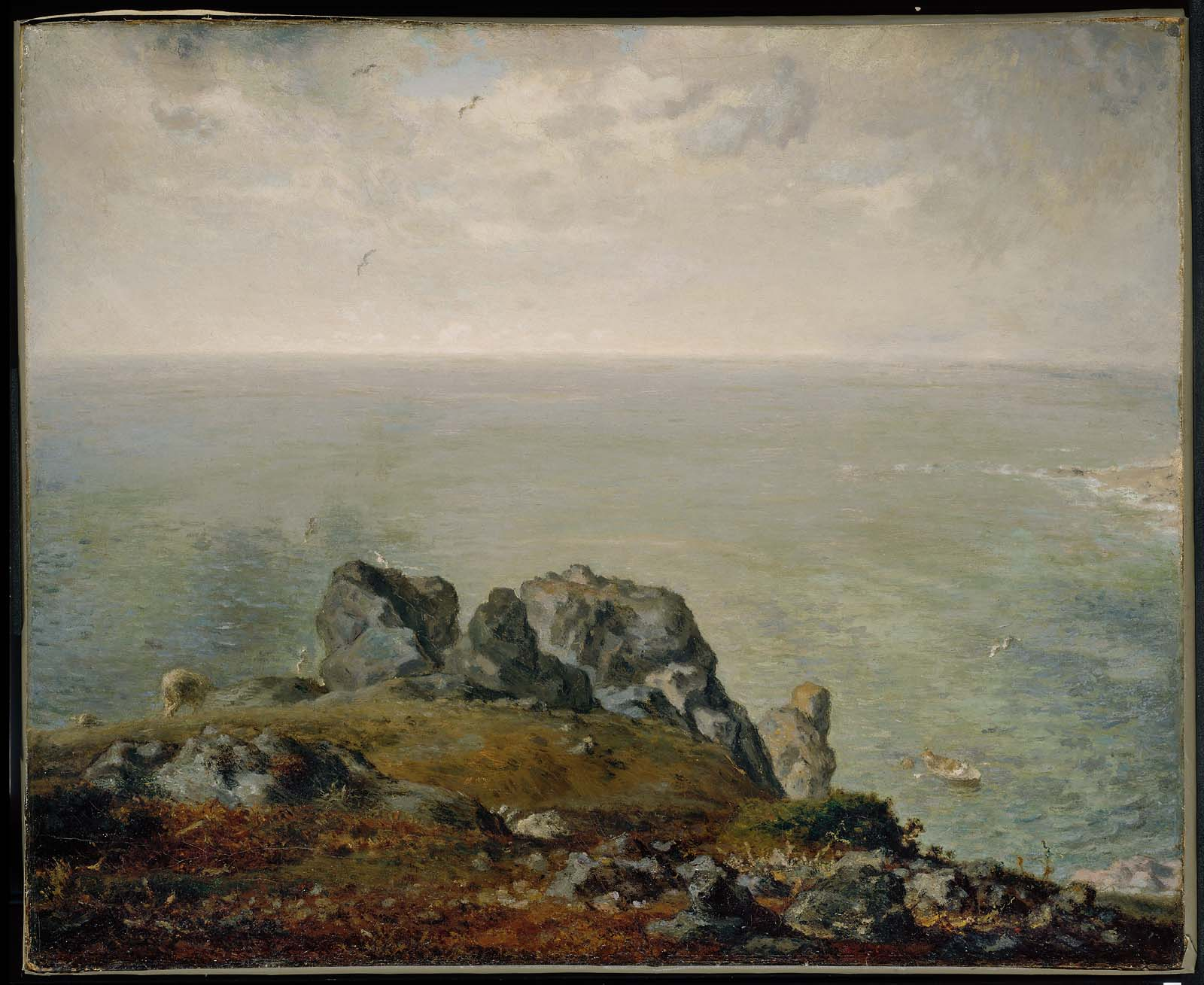
Falaises à Gruchy ,1870-1871 musée des Beaux-Arts (Boston).
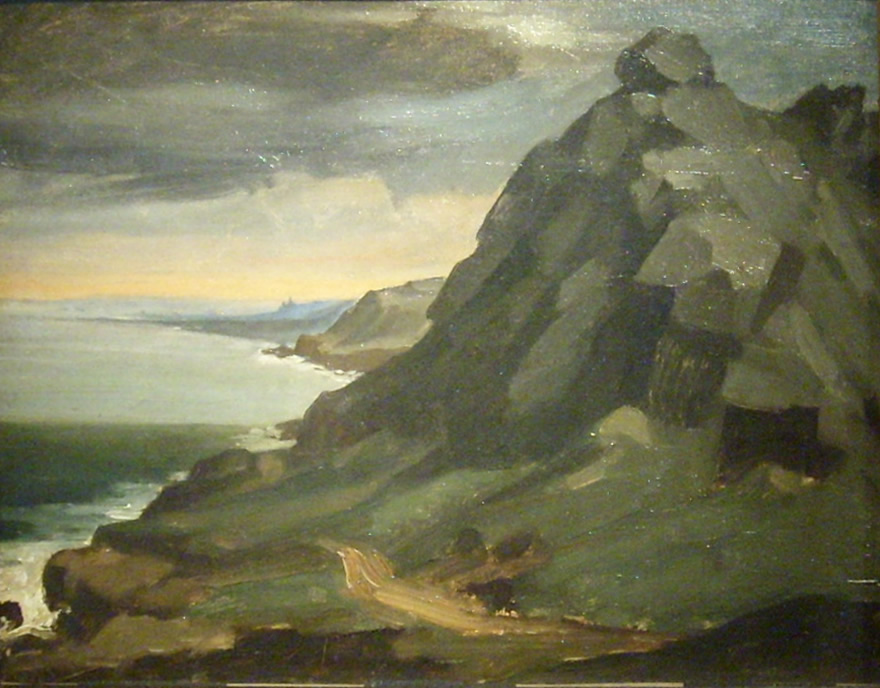
Le rocher du Castel Vendon, par Jean-François Millet.